# Potamon ibericum
Potamon ibericum е вид десетоного от семейство Potamidae. Видът е почти застрашен от изчезване.

## Разпространение
Разпространен е в Азербайджан, Армения, България, Грузия, Гърция, Иран, Туркменистан, Турция и Украйна (Крим). Внесен е във Франция.